# Val Duron
La val Duron è una valle delle Dolomiti, nel comune di Campitello di Fassa della Provincia di Trento.

## Geografia fisica

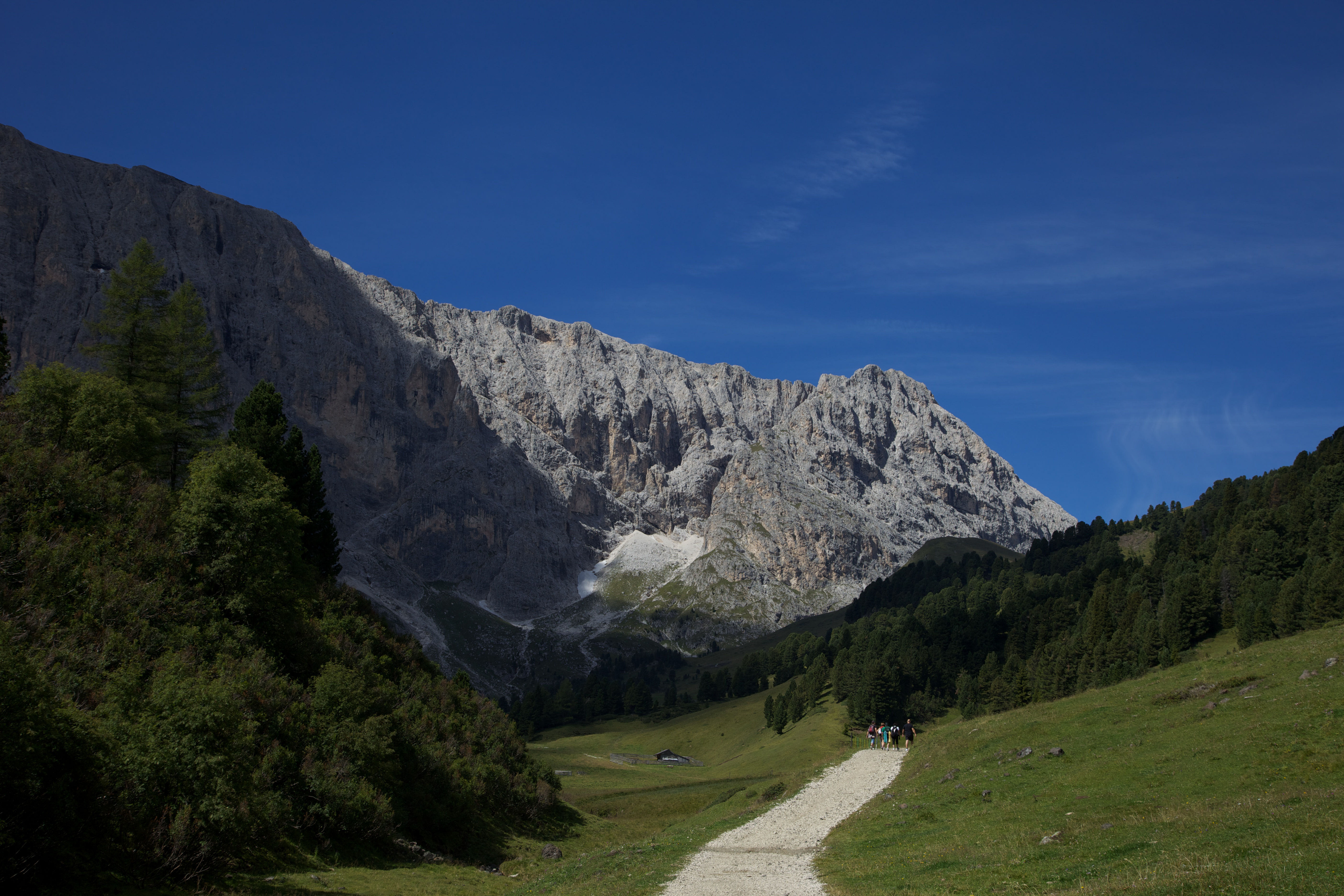

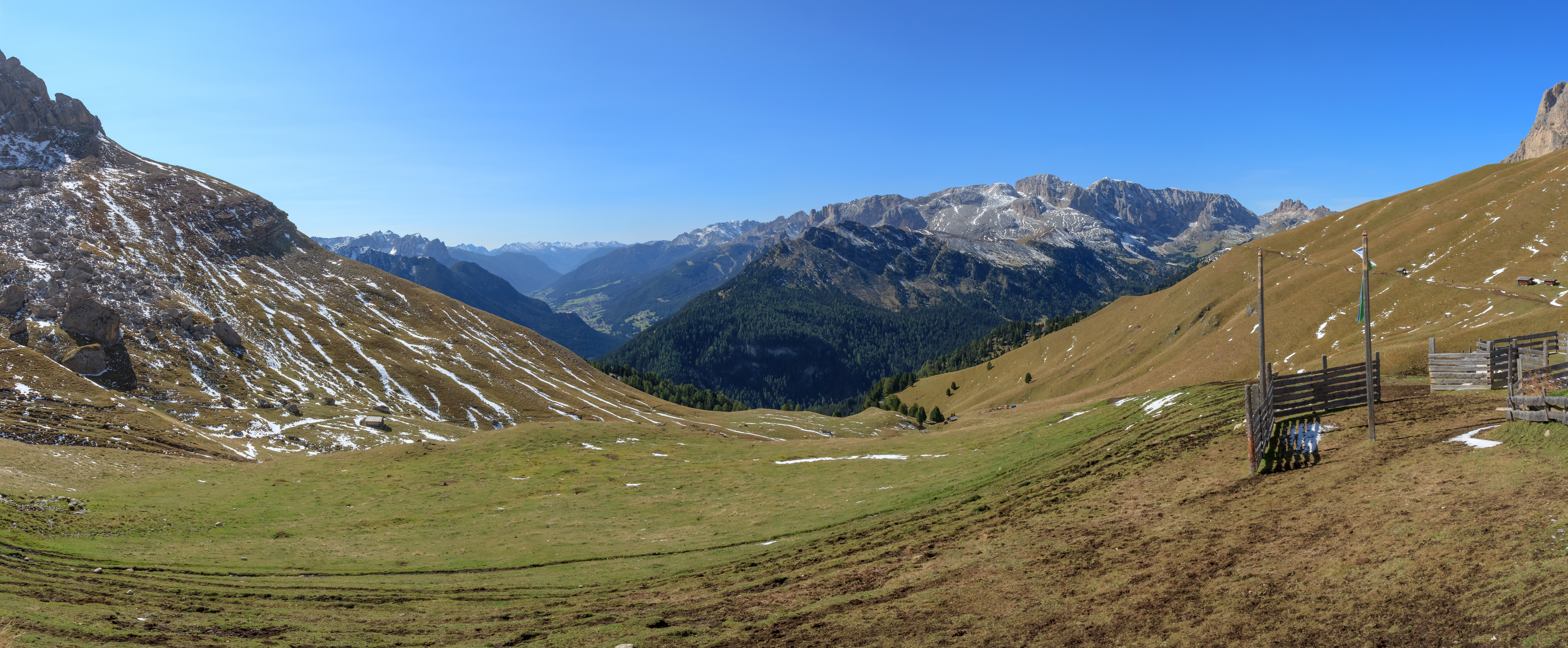

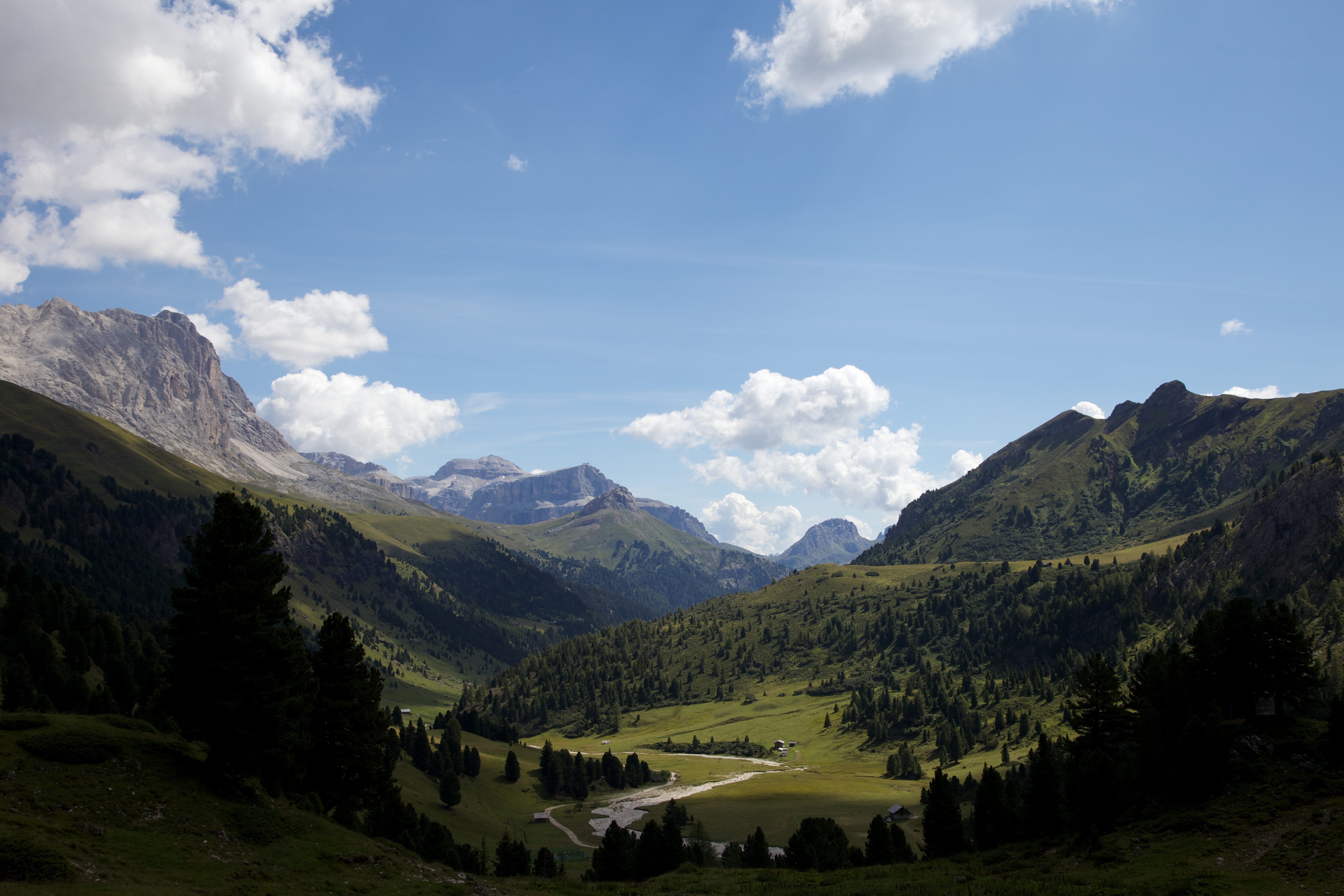

Incuneata fra il Sassopiatto e il Gruppo del Catinaccio, la valle presenta un'altitudine media di circa 2100 metri, dai 1850 del Rifugio Micheluzzi (aperto sia nella stagione estiva che invernale) ai 2204 del Passo Duron.

## Turismo
La val Duron è raggiungibile da Campitello di Fassa per mezzo di una strada sterrata, percorribile anche con fuoristrada e servita, nella stagione estiva, di un servizio taxi. 
La zona è punto di partenza per numerose escursioni e passeggiate, alcune percorribili anche in mountain bike, che si snodano nel Gruppo del Catinaccio, Alpe di Siusi e Sassopiatto.

## Ambiente
La val Duron è stata classificata sito SIC (Site of Community Importance), zona speciale di conservazione e zona a protezione speciale attraverso il progetto Natura 2000 della Provincia Autonoma di Trento che ha applicato la direttiva comunitaria (92/43/CEE).
Questa valle è luogo ideale per trovare fossili di conchiglie e minerali come dachiardite e quarzo rosa. Parte della valle ha origini vulcaniche. In val Duron, località Do Col d'Aura, si trova un pino cembro particolarmente interessante dal punto di vista naturalistico in quanto pluricentenario. Il sito inoltre è ricco di fauna selvatica interessante e luogo endemico per relitti glaciali in via di estinzione.